# Pétanque-Europameisterschaft der Espoirs 2008
Die Confédération Européenne de Pétanque CEP trug 2008 erstmals eine Europameisterschaft für die Altersstufe der Espoirs (U23) aus.
Zur Altersstufe der Espoirs sind die diejenigen Sportlerinnen und Sportler zugehörig, die im entsprechenden Jahr mindestens 18 Jahre, aber noch nicht 23 Jahre alt werden. Für die EM 2008 waren daher die Jahrgänge von 1986 bis 1990 startberechtigt. Die Veranstaltung wurde vom 18. bis 20. April 2008 Saint-Jean-d’Angély ausgetragen. Es gab getrennte Wettbewerbe für Damen und Herren.
Von den deutschsprachigen Ländern hatte sich nur Deutschland gemeldet. Die Deutschen Damen (Julia Würthle (Horb), Anna Lazridis (Marl), Muriel Hess (Horb) und Judith Berganski (Lübeck)) wurden Vize-Europameister.
Die Deutschen Herren qualifizierten sich für die Endrunde, schieden hier in der Vorrunde knapp aus und belegten den 5. Platz.

## Modus
Sowohl in der Qualifikation als auch in der Endrunde wurde abweichend vom üblichen Modus anderer Welt- und Europameisterschaften nicht nur Triplette gespielt, sondern
1. Runde: 1 Triplette (mit Auswechselmöglichkeit)
2. Runde: parallel ein Doublette und ein Tête-à-tête (beides ohne Auswechselmöglichkeit)

Für jeden Sieg gab es einen Punkt.

## Qualifikations-Runde (Herren)
Für den Herren-Wettbewerb hatten sich 16 Nationen gemeldet. Im Oktober 2007 wurden vier Qualifikationsturniere mit je vier Teams ausgetragen. Die beiden besten Mannschaften in jedem Turnier qualifizierten sich für die Europameisterschaft. Für die Qualifikationsrunde waren die Jahrgänge 1985 bis 1989 zugelassen.
Deutschland spielte in der Gruppe 2 mit Luxemburg, die Türkei und Dänemark am 20. Oktober in Saarbrücken-Gersweiler. Schweiz und Österreich hatten kein Team gemeldet.
Das Team des Deutschen Pétanque Verbands spielte mit Jannik Schaake, Florian Korsch, Till-Vincent Goetzke und Mahmut Tufan.
| Vorrunde Männer             | Vorrunde Männer             | Vorrunde Männer             | Vorrunde Männer | Vorrunde Männer | Vorrunde Männer | Vorrunde Männer |
| Spiele Gruppe 1 Niederlande | Spiele Gruppe 1 Niederlande | Spiele Gruppe 1 Niederlande | Ges             | Trip            | Doub            | TaT             |
| --------------------------- | --------------------------- | --------------------------- | --------------- | --------------- | --------------- | --------------- |
| Runde 1                     | Niederlande                 | Israel                      | 3:0             | 13:0            | 13:9            | 13:5            |
| Runde 1                     | Monaco                      | Belgien                     | 0:3             | 0:13            | 0:13            | 0:13            |
| Runde 2                     | Niederlande                 | Monaco                      | 0:3             | 0:13            | 0:13            | 0:13            |
| Runde 2                     | Israel                      | Belgien                     | 0:3             | 9:13            | 10:13           | 4:13            |
| Runde 3                     | Niederlande                 | Belgien                     | 1:3             | 13:7            | 12:13           | 9:13            |
| Runde 3                     | Israel                      | Monaco                      | 3:0             | 13:0            | 13:0            | 13:0            |
| Spiele Gruppe 2 Deutschland | Spiele Gruppe 2 Deutschland | Spiele Gruppe 2 Deutschland | Ges             | Trip            | Doub            | TaT             |
| Runde 1                     | Luxemburg                   | Türkei                      | 3:0             | 13:9            | 13:2            | 13:1            |
| Runde 1                     | Deutschland                 | Dänemark                    | 2:1             | 13:1            | 13:2            | 8:13            |
| Runde 2                     | Luxemburg                   | Deutschland                 | 1:2             | 9:13            | 8:13            | 13:11           |
| Runde 2                     | Türkei                      | Dänemark                    | 0:3             | 9:13            | 1:13            | 10:13           |
| Runde 3                     | Luxemburg                   | Dänemark                    | 0:3             | 5:13            | 13:6            | 6:13            |
| Runde 3                     | Türkei                      | Deutschland                 | 0:3             | 6:13            | 3:13            | 3:13            |
| Spiele Gruppe 3 Slowenien   | Spiele Gruppe 3 Slowenien   | Spiele Gruppe 3 Slowenien   | Ges             | Trip            | Doub            | TaT             |
| Runde 1                     | Slowenien                   | Spanien                     | 0:3             | 3:13            | 10:13           | 5:13            |
| Runde 1                     | Finnland                    | Vereinigtes Königreich      | 1:2             | 12:13           | 0:13            | 13:5            |
| Runde 2                     | Slowenien                   | Finnland                    | 1:2             | 13:12           | 3:13            | 6:13            |
| Runde 2                     | Spanien                     | Vereinigtes Königreich      | 3:0             | 13:11           | 13:0            | 13:2            |
| Runde 3                     | Slowenien                   | Vereinigtes Königreich      | 2:1             | 13:7            | 12:13           | 13:3            |
| Runde 3                     | Spanien                     | Finnland                    | 3:0             | 13:0            | 13:2            | 13:7            |
| Spiele Gruppe 4 Tschechien  | Spiele Gruppe 4 Tschechien  | Spiele Gruppe 4 Tschechien  | Ges             | Trip            | Doub            | TaT             |
| Runde 1                     | Tschechien                  | Frankreich                  | 0:3             | 1:13            | 0:13            | 0:13            |
| Runde 1                     | Italien                     | Estland                     | 3:0             | 13:0            | 13:0            | 13:3            |
| Runde 2                     | Tschechien                  | Italien                     | 0:3             | 0:13            | 6:13            | 4:13            |
| Runde 2                     | Frankreich                  | Estland                     | 3:0             | 13:0            | 13:0            | 13:3            |
| Runde 3                     | Tschechien                  | Estland                     | 0:3             | 0:13            | 0:13            | 3:13            |
| Runde 3                     | Italien                     | Frankreich                  | 3:0             | 13:10           | 13:10           | 13:1            |

| Vorrunde Männer  | Vorrunde Männer        | Vorrunde Männer | Vorrunde Männer | Vorrunde Männer |
| ---------------- | ---------------------- | --------------- | --------------- | --------------- |
| Tabelle Gruppe 1 | Tabelle Gruppe 1       | Spiele          | Siege           | Punkte          |
| 1                | Belgien                | 3               | 8               | 54              |
| 2                | Niederlande            | 2               | 7               | 65              |
| 3                | Israel                 | 1               | 3               | −2              |
| 4                | Monaco                 | 0               | −9              | −117            |
| Q                | Belgien                | Belgien         | Belgien         | Belgien         |
| Q                | Niederlande            |                 |                 |                 |
| Tabelle Gruppe 2 | Tabelle Gruppe 2       | Spiele          | Siege           | Punkte          |
| 1                | Deutschland            | 3               | 7               | 52              |
| 2                | Dänemark               | 2               | 6               | 9               |
| 3                | Luxemburg              | 1               | 5               | 13              |
| 4                | Türkei                 | 0               | 0               | −73             |
| Q                | Deutschland            | Deutschland     | Deutschland     | Deutschland     |
| Q                | Dänemark               |                 |                 |                 |
| Tabelle Gruppe 3 | Tabelle Gruppe 3       | Spiele          | Siege           | Punkte          |
| 1                | Spanien                | 3               | 9               | 77              |
| 2                | Finnland               | 1               | 3               | −20             |
| 3                | Slowenien              | 1               | 3               | −22             |
| 4                | Vereinigtes Königreich | 1               | 3               | −35             |
| Q                | Spanien                | Spanien         | Spanien         | Spanien         |
| Q                | Finnland               |                 |                 |                 |
| Tabelle Gruppe 4 | Tabelle Gruppe 4       | Spiele          | Siege           | Punkte          |
| 1                | Italien                | 3               | 9               | 83              |
| 2                | Frankreich             | 2               | 6               | 56              |
| 3                | Tschechien             | 1               | 3               | −31             |
| 4                | Estland                | 0               | 0               | −31             |
| Q                | Italien                | Italien         | Italien         | Italien         |
| Q                | Frankreich             |                 |                 |                 |

## EM Damen
Zu den Europameisterschaften der Frauen hatten nur neun Nationen gemeldet. Daher wurde keine Qualifikationsrunde ausgetragen. Auch war ein deutsches Team am Start. Vor Beginn der Endrunde zog sich Tschechien vom Turnier zurück.
| Teams Frauen | Teams Frauen | Teams Frauen |
| ------------ | ------------ | ------------ |
| Belgien      | Tschechien   | Deutschland  |
| Dänemark     | Spanien      | Frankreich   |
| Italien      | Niederlande  | Türkei       |

## Endrunde
Die Endrunde fand vom 18. bis 20. April 2008 in Saint-Jean-d’Angély (Frankreich) statt.
In der Endrunde wurde zunächst in zwei Gruppen jeder gegen jeden gespielt. Die ersten beiden Teams jeder Gruppe qualifizierten sich für das Halbfinale.

### Gruppenspiele
Die Deutschen Herren spielten in der Gruppe B. Drei der vier Mannschaften gewannen je zwei Spiele und verloren eins. Die Niederlande und Deutschland hatten je 5 Einzelsiege. Am Ende entschieden 7 Punkte bzw. der direkte Vergleich über das Weiterkommen. Deutschland belegt nur den 3. Gruppenplatz und wurde fünfter der Europa-Meisterschaft.
Die Deutschen Damen gewannen alle Vorrundenspiele und zogen vor Frankreich in die Zwischenrunde ein.
| Gruppenspiele   | Gruppenspiele   | Gruppenspiele | Gruppenspiele | Gruppenspiele | Gruppenspiele |
| Herren Gruppe A | Herren Gruppe A | Ges           | Trip          | Doub          | TaT           |
| --------------- | --------------- | ------------- | ------------- | ------------- | ------------- |
| Italien         | Frankreich      | 1:2           | 4:13          | 13:4          | 10:13         |
| Dänemark        | Belgien         | 1:2           | 13:11         | 9:13          | 8:13          |
| Belgien         | Dänemark        | 2:1           | 13:7          | 13:8          | 0:13          |
| Frankreich      | Belgien         | 3:0           | 13:1          | 13:5          | 13:12         |
| Italien         | Belgien         | 1:2           | 13:7          | 12:13         | 9:13          |
| Frankreich      | Dänemark        | 3:0           | 13:0          | 13:9          | 13:9          |
| Herren Gruppe B | Herren Gruppe B | Ges           | Trip          | Doub          | TaT           |
| Deutschland     | Finnland        | 2:1           | 13:8          | 7:13          | 13:12         |
| Spanien         | Niederlande     | 3:0           | 13:6          | 13:10         | 13:3          |
| Deutschland     | Spanien         | 2:1           | 9:13          | 13:6          | 13:10         |
| Finnland        | Niederlande     | 0:3           | 9:13          | 4:13          | 9:13          |
| Finnland        | Spanien         | 0:3           | 4:13          | 0:13          | 3:13          |
| Deutschland     | Niederlande     | 1:2           | 6:13          | 13:10         | 2:13          |
| Damen Gruppe A  | Damen Gruppe A  | Ges           | Trip          | Doub          | TaT           |
| Belgien         | Niederlande     | 2:1           | 2:13          | 13:2          | 13:7          |
| Türkei          | Dänemark        | 1:2           | 13:10         | 4:13          | 11:13         |
| Belgien         | Türkei          | 1:2           | 11:13         | 13:4          | 13:10         |
| Niederlande     | Dänemark        | 1:2           | 11:13         | 13:3          | 8:13          |
| Belgien         | Dänemark        | 1:2           | 13:2          | 10:13         | 10:13         |
| Niederlande     | Türkei          | 3:0           | 13:0          | 13:8          | 13:11         |
| Damen Gruppe B  | Damen Gruppe B  | Ges           | Trip          | Doub          | TaT           |
| Italien         | Deutschland     | 0:3           | 3:13          | 4:13          | 12:13         |
| Frankreich      | Spanien         | 2:1           | 13:10         | 13:0          | 12:13         |
| Italien         | Frankreich      | 2:1           | 1:13          | 13:10         | 13:7          |
| Deutschland     | Spanien         | 2:1           | 13:11         | 4:13          | 13:11         |
| Italien         | Spanien         | 1:2           | 9:13          | 13:2          | 1:13          |
| Deutschland     | Frankreich      | 2:1           | 5:13          | 13:9          | 13:11         |

| Tabellen        | Tabellen        | Tabellen    | Tabellen    | Tabellen    |
| --------------- | --------------- | ----------- | ----------- | ----------- |
| Herren Gruppe A | Herren Gruppe A | Spiele      | Siege       | Punkte      |
| 1               | Frankreich      | 3           | 8           | 42          |
| 2               | Belgien         | 2           | 4           | −13         |
| 3               | Italien         | 1           | 4           | 4           |
| 4               | Dänemark        | 0           | 1           | −37         |
| Q               | Frankreich      | Frankreich  | Frankreich  | Frankreich  |
| Q               | Belgien         |             |             |             |
| Herren Gruppe A | Herren Gruppe A | Spiele      | Siege       | Punkte      |
| 1               | Spanien         | 2           | 7           | 51          |
| 2               | Niederlande     | 2           | 5           | 12          |
| 3               | Deutschland     | 2           | 5           | 5           |
| 4               | Finnland        | 0           | 1           | −49         |
| Q               | Spanien         | Spanien     | Spanien     | Spanien     |
| Q               | Niederlande     |             |             |             |
| Damen Gruppe A  | Damen Gruppe A  | Spiele      | Siege       | Punkte      |
| 1               | Dänemark        | 3           | 6           | 0           |
| 2               | Belgien         | 2           | 5           | 21          |
| 3               | Niederlande     | 1           | 5           | 17          |
| 4               | Türkei          | 0           | 1           | −38         |
| Q               | Dänemark        | Dänemark    | Dänemark    | Dänemark    |
| Q               | Belgien         |             |             |             |
| Damen Gruppe B  | Damen Gruppe B  | Spiele      | Siege       | Punkte      |
| 1               | Deutschland     | 3           | 7           | 23          |
| 2               | Frankreich      | 1           | 4           | 30          |
| 3               | Spanien         | 1           | 4           | −4          |
| 4               | Italien         | 1           | 3           | −37         |
| Q               | Deutschland     | Deutschland | Deutschland | Deutschland |
| Q               | Frankreich      |             |             |             |

### Finale

#### Herren
|  | Halbfinale | Halbfinale           | Halbfinale |  |  | Finale | Finale                | Finale |
|  |            |                      |            |  |  |        |                       |        |
|  |            |                      |            |  |  |        |                       |        |
|  | A1         | Frankreich (13/7/13) | 2          |  |  |        |                       |        |
|  | B2         | Niederlande (5/4/5)  | 0          |  |  |        |                       |        |
|  |            |                      |            |  |  |        | Frankreich (13/13/12) | 2      |
|  |            |                      |            |  |  |        | Spanien (2/1/11)      | 0      |
|  | B1         | Spanien (13/13/10)   | 2          |  |  |        |                       |        |
|  | 3          | Belgien (10/9/13)    | 1          |  |  |        |                       |        |
|  |            |                      |            |  |  |        |                       |        |

#### Damen
Die deutschen Damen gewannen das Halbfinale, verloren aber das Finale gegen Frankreich.

|  | Halbfinale | Halbfinale            | Halbfinale |  |  | Finale | Finale                | Finale |
|  |            |                       |            |  |  |        |                       |        |
|  |            |                       |            |  |  |        |                       |        |
|  | A1         | Dänemark (2/0/16)     | 0          |  |  |        |                       |        |
|  | B2         | Frankreich (13/13/11) | 0          |  |  |        |                       |        |
|  |            |                       |            |  |  |        | Frankreich (13/13/8)  | 2      |
|  |            |                       |            |  |  |        | Deutschland (10/9/13) | 1      |
|  | B1         | Deutschland (7/13/13) | 3          |  |  |        |                       |        |
|  | A2         | Belgien (13/5/8)      | 0          |  |  |        |                       |        |
|  |            |                       |            |  |  |        |                       |        |